# Riserva naturale Lozon
La riserva naturale Lozon è un'area naturale protetta della regione Valle d'Aosta istituita nel 1993 per tutelare la zona umida dello stagno di Lozon, nel comune di Verrayes. La riserva occupa una superficie di 4 ha.

## Ambiente
Lo stagno, detto anche lago o stagno di Loson, è stato anche riconosciuto sito di interesse comunitario: caratterizzato da una ampia torbiera centrale, lungo le rive presenta un magnocariceto.
Lo stagno è ciò che resta di un antico lago glaciale, uno dei rari esempi in Valle d'Aosta.
Sono presenti numerose specie rare.

## Accesso
Lo stagno è raggiungibile, oltre che a piedi, anche con un itinerario di mountain bike che permette di raggiungere anche lo Stagno di Lo Ditor, non troppo distante.)